# 존 로빈슨 (미국의 배우)
존 로빈슨(John Robinson, 1985년 10월 25일 ~ )은 미국의 배우이다.

## 출연 작품
- 알코올리스트 (2016)
- 인트루더: 낯선 침입자 (2016)
- 핫 봇 (2016, Hot Bot)
- 데어 이즈 어 뉴 월드 썸웨어 (2015)
- 유 어보브 올 (2015)
- 썸딩 위키드 (2014)
- 쉬즈 퍼니 댓 웨이 (2014)
- 쉬 러브 미 낫 (2013)
- 렐러티브 인새너티 (2013)
- 빅서 (2013)
- 홈커밍 (2011)
- 웬디와 루시 (2008)
- 리멤버 더 데이즈 (2007)
- 트랜스포머 (2007)
- 세러핌 폴스 (2006)
- 독타운의 제왕들 (2005)
- 이유있는 반항 (2004)
- 엘리펀트 (2003)